# Pandemia de COVID-19 en Bahía
El primer caso de la pandemia de enfermedad por coronavirus en Bahía, estado de Brasil, inició el 6 de marzo de 2020. Hay 149.109 casos confirmados y 3.227 fallecidos.

## Cronología
El 6 de marzo se registra el primer caso de COVID-19 en Feira de Santana, se trataba de una mujer de 34 años que había retornado de Italia.
El 13 de marzo se registra otros tres casos en Salvador, capital de Bahía. Se trataba de una mujer de 52 años y su hija de 11 años que habían retornado de un viaje a España, y de un hombre de 72 años que regresó de Italia.
El 29 de marzo fallece la primera persona por COVID-19 en Salvador, el occiso era un hombre de 72 años.

## Registro
Lista de municipios de Bahía con casos confirmados:
| Posición | Municipio            | N.º casos | N.º muertes |
| -------- | -------------------- | --------- | ----------- |
| 1        | Salvador             | 1800      | 67          |
| 2        | Ilhéus               | 202       | 4           |
| 3        | Itabuna              | 171       | 3           |
| 4        | Feira de Santana     | 95        | 1           |
| 5        | Lauro de Freitas     | 54        | 5           |
| 6        | Camaçari             | 46        | 1           |
| 7        | Jequié               | 28        | 0           |
| 8        | Vitória da Conquista | 28        | 3           |
| 9        | Uruçuca              | 22        | 4           |
| 10       | Porto Seguro         | 21        | 0           |
| 11       | Eunápolis            | 19        | 0           |
| 12       | Candeias (Bahia)     | 17        | 0           |
| 13       | Ipiaú                | 16        | 2           |
| 14       | Simões Filho         | 14        | 0           |
| 15       | Coaraci              | 13        | 0           |